# Central Unitària de Treballadors
La Central Unitària de Treballadors (CUT) de Colòmbia és l'organització sindical més gran de país, aplega prop de 500 mil treballadors i 700 sindicats.

## Història
El 14 de febrer de 1986 la Confederació Sindical de Treballadors de Colòmbia (CSTC), un sector de la Unió de Treballadors de Colòmbia (UTC), alguns sindicats procedents de la Confederació de Treballadors de Colòmbia (CTC) i altres sindicats i federacions nacionals de treballadors no afiliades a cap central, van crear la Coordinadora Nacional d'Unitat Sindical, la qual va organitzar el congrés constitutiu de la Central Unitària de Treballadors de Colòmbia entre els dies 15 i 17 de novembre de 1986.
El 15 de novembre de 1986 al Club d'Empleats Oficials de Bogotà, 1.800 delegats en representació de 45 federacions i prop de 600 sindicats, després de tres dies de treball i d'un ampli debat, van aprovar la declaració de principis, la plataforma de lluita i els estatuts, i van triar el Comitè Executiu, donant així naixement a la CUT, la confederació sindical majoritària dels treballadors colombians. La CUT es va encarregar d'unir prop del 80% dels sindicats que estaven dividits a Colòmbia des de 1946.